# Lubricogobius dinah
Lubricogobius dinah là một loài cá biển thuộc chi Lubricogobius trong họ Cá bống trắng. Loài cá này được mô tả lần đầu tiên vào năm 2001.

## Từ nguyên
Từ định danh dinah được đặt theo tên của Dinah Halstead, người đầu tiên phát hiện ra loài cá này.

## Phân bố và môi trường sống
L. dinah hiện được biết đến tại quần đảo Ryukyu (Nhật Bản), vịnh Milne (Papua New Guinea) và Trung Indonesia.
L. dinah sống trên nền đáy đá vụn và cát, trú ẩn gần hoặc trong các vật rỗng như vỏ sò, ruột các loài sống đuôi hay chai lọ, ở độ sâu khoảng 10–36 m.

## Mô tả
Chiều dài cơ thể lớn nhất được ghi nhận ở L. dinah là 4 cm. Loài này có màu cam, trừ đỉnh đầu và thân trên dọc lưng màu trắng, các vây màu vàng cam, vây đuôi tròn.
Số gai vây lưng: 7; Số tia vây lưng: 10–11; Số gai vây hậu môn: 1; Số tia vây hậu môn: 7; Số gai vây bụng: 1; Số tia vây bụng: 5; Số tia vây ngực: 16–19.

## Sinh thái
Thức ăn của L. dinah là động vật phù du.